# Ginecologie

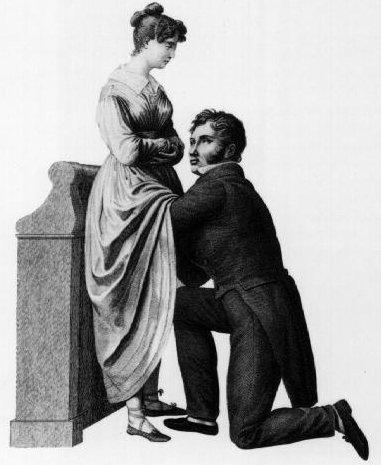
Tabuul istoric asociat cu examinarea genitală feminină a inhibat mult timp știința ginecologiei. Acest desen din 1822 al lui Jacques-Pierre Maygrier arată o procedură de "compromis", în care medicul îngenunchează în fața femeii, dar nu-i poate vedea organele genitale. Ginecologia modernă nu mai utilizează o astfel de poziție.

Ginecologia este ramura medicinei care se ocupă cu fiziologia și tratarea afecțiunilor aparatului genital feminin. 
Aproape toți ginecologii moderni sunt, de asemenea, obstetricieni (a se vedea obstetrică și ginecologie.  În multe domenii, specialitățile de ginecologie și obstetrică se suprapun.

## Etimologie
Cuvântul „ginecologie” provine din tulpina oblică (γιναικ-) a grecescului γινṣ (gyne), femeie, și -logia, studiu.

## Istoric
Papirusul ginecologic Kahun (datat la circa 1800 î.e.n.) este cel mai vechi text medical de acest fel, care conținea informații despre plângerile femeilor - bolile ginecologice, fertilitatea, sarcina, metode contraceptive, etc. Textul este împărțit în 34 de secțiuni, fiecare secțiune tratând câte o problemă specifică și conținând diagnostice și tratamente, însă prognosticul nu era sugerat. Tratamentele erau nechirurgicale și presupuneau medicamente. 
În Grecia antică era celebru Soranus din Efes, care practica la Alexandria și Roma. A scris un tratat de ginecologie, Gynaikeia.
Textele Ayurveda, un sistem medical tradițional indian, oferă, de asemenea, detalii despre concepte și tehnici legate de ginecologie.